# Emmett Berry
Emmett Berry (Macon (Georgia), 23 juli 1915 – Cleveland (Ohio), 22 juni 1992) was een Amerikaanse jazztrompettist.

## Biografie
Berry was de oudste van drie kinderen van een fabrieksarbeider en studeerde aanvankelijk klassieke trompet na zijn verhuizing naar Cleveland, maar wisselde op 18-jarige leeftijd naar de jazz en begon in lokale bands te spelen. In 1932 toerde hij met Frank Terry's Chicago Nightingales. Hij verhuisde naar New York, waar hij in 1936 bij de bigband van Fletcher Henderson kwam en Roy Eldridge als solist verving. Drie jaar later, toen Fletcher Henderson zijn band ontbond en de arrangeur van Benny Goodman werd, trad hij kort toe tot de band van zijn broer Horace Henderson en vervolgens die van Earl Hines. Vanaf 1941 speelde hij in het sextet van Teddy Wilson, waarin hij Billie Holiday begeleidde in verschillende opnamen in 1941/1942. Hij speelde vervolgens tijdens de jaren 1940 in een CBS-studioband onder leiding van Raymond Scott (met Ben Webster), in de bands van Lucky Millinder (1942), Lionel Hampton (1943/44), het John Kirby-sextet, met de pianist Eddie Heywood en met Roy Eldridge in zijn Little Jazz Trumpet Ensemble.
In 1945 trad hij toe tot de Count Basie Band, waaraan hij meer dan 10 jaar verbonden bleef. In 1947 nam hij ook op met diens Small-Group Ensembles. Toen Basie de bigband in 1950 ontbond, werkte Berry als liftoperator en speelde hij met de blueszangers Jimmy Rushing en Buck Clayton. In 1951 trad hij toe tot de Johnny Hodges-band, gevormd door Ellington-muzikanten. In de jaren 1950 speelde hij o.a. ook  met Sammy Price (tournee in Frankrijk en Noord-Afrika 1956) en Cootie Williams. In 1957 speelde hij met een reünieband van Fletcher Henderson en was hij te zien in de legendarische CBS-tv-show The Sound of Jazz. In 1959 en 1961 toerde hij opnieuw met Buck Clayton. Tijdens de jaren 1960 speelde hij met de dixieland-muzikanten Wilbur de Paris en Peanuts Hucko. In 1970 trok hij zich om gezondheidsredenen terug in Cleveland. Berry werkte meestal als een (begeerde) sideman, maar nam ook onder zijn eigen naam op in 1944 met de Emmett Berry Five met o.a. Don Byas.

## Overlijden
Emmett Berry overleed in juni 1992 op bijna 77-jarige leeftijd.
- Bibsys: 3000673
- Bibliothèque nationale de France: cb138914423 (data)
- Gemeinsame Normdatei: 135331935
- International Standard Name Identifier: 0000 0000 5514 3309
- Library of Congress Control Number: n93014481
- MusicBrainz: 8688b87a-6f37-4ada-9ec5-beffc22bf4b8
- SNAC: w6th978b
- Système universitaire de documentation: 158966619
- Virtual International Authority File: 46945582
- WorldCat: E39PBJrKYjt4tBgBDR3h9fGj4q